# Bixente Lizarazu
Bixente Lizarazu (Donibane Lohizune, 9 de desembre de 1969) és un exfutbolista d'Iparralde que jugava com a lateral esquerre.

## Biografia
Lizarazu va iniciar la seva carrera el 1988 en el Girondins de Bordeus, on va jugar 272 partits, entre lliga i copa, marcant 23 gols. Va ser campió de la Copa Intertoto i subcampió de la Copa de la UEFA, el 1996. Les seves bones actuacions el van dur a fitxar per l'Athletic Club, sent el primer basc que no té la nacionalitat espanyola del club des de la Primera Guerra Mundial. Amb l'Athletic va jugar només 16 partits de lliga abans d'anar-se al FC Bayern de Múnic. La seva sortida del club biscaí va estar marcada per l'intent de xantatge al que va ser sotmès per part d'ETA.
Amb els bavaresos va guanyar la Bundesliga, la Copa d'Alemanya, la Lliga de Campions de la UEFA i la Copa Intercontinental. Va tenir també un pas breu per l'Olympique de Marsella abans de tornar al club alemany, on es retiraria en 2006.

## Selecció francesa
Amb la seva selecció va ser titular en la Copa Mundial de França 1998, on va ser campió; en l'Eurocopa 2000, on va ser també el guanyador; en la Copa Mundial de Futbol de 2002, on no va passar la primera ronda, sent el campió defensor; i en l'Eurocopa 2004, on van ser eliminats a les mans de Grècia, qui fet i fet es va alçar amb el trofeu.

## Palmarès
- Campió de la 1. Bundesliga: 1999; 2000; 2001; 2003 i 2006.
- Campió de la Copa d'Alemanya: 1998; 2000; 2003 i 2006.
- Campió de la Lliga de Campions de la UEFA: 2000-01.
- Campió de la Copa Intercontinental: 2001.
- Campió de la Copa Intertoto: 1995.
- Campió de la Copa Mundial de Futbol: 1998.
- Campió de l'Eurocopa: 2000.
- Campió de la Copa Confederacions: 2001 i 2003.